# Lion Lauberbach
Lion Lauberbach (* 15. Februar 1998 in Erfurt) ist ein deutscher Fußballspieler. Der Offensivspieler steht beim KV Mechelen unter Vertrag.

## Karriere
Lauberbach begann 2006 beim FC Rot-Weiß Erfurt mit dem Fußballspielen und durchlief alle Altersklassen in der Jugend.
Er bestritt sein erstes Spiel für den Verein in der B-Junioren Regionalliga Nordost am 24. August 2013 und bestritt insgesamt 21 Einsätze, in denen er fünf Tore erzielte. Er absolvierte vier Spiele in der A-Junioren-Bundesliga Nord/Nordost sowie 25 in der A-Junioren Regionalliga Nordost, wobei er zwölf Tore erzielte.
Der Drittligist Rot-Weiß Erfurt stattete ihn zur Saison 2017/18 mit einem Profivertrag aus und integrierte den Offensivspieler in den Kader der ersten Mannschaft. Sein Pflichtspieldebüt in der 3. Liga gab er am 19. August 2017 (5. Spieltag) gegen den SC Paderborn 07. Es folgten 22 weitere Ligaspiele, in denen er einmal traf. Am Saisonende stieg er mit seinem Verein, der Insolvenz hatte anmelden müssen, in die Regionalliga Nordost ab.
Zur Saison 2018/19 wechselte er zum in der 3. Liga verbliebenen FSV Zwickau und absolvierte in der Folge 27 Liga- und 5 Sachsenpokalspiele für den Verein, mit dem er am Ende Siebter wurde.
Der Zweitligist Holstein Kiel stattete den Offensivspieler im Sommer 2019 mit einem Dreijahresvertrag aus, nachdem unter anderem die Angreifer Aaron Seydel, Heinz Mörschel und Masaya Okugawa den Verein verlassen hatten. Sein Debüt in dieser Spielklasse gab er am 27. Juli 2019 (1. Spieltag) beim 1:1-Unentschieden im Heimspiel gegen den SV Sandhausen.
Zum 1. Januar 2021 wechselt Lauberbach bis zum Ende der Saison 2020/21 auf Leihbasis in die 3. Liga zu Hansa Rostock und stand zum Rückrundenbeginn im Spiel gegen Unterhaching am 9. Januar 2021 in der Startelf der Ostseestädter. Unter Hansa-Trainer Jens Härtel konnte der gebürtige Erfurter in dieser Rückrundenserie, welche die erfolgreichster in der Historie des F.C. Hansa wurde, in weiteren 10. Partien mitwirken, sodass sich anzahlmäßig seine Einsätze für die Hanseaten auf 11 summierte. Lauberbach war somit Teil jener Rostocker Mannschaft, die am 22. Mai 2021 in die 2. Bundesliga aufstieg. Die Leihe endete und Lauberbach kehrte zu seinem Stammverein zurück.
Dort bestritt Lauberbach zunächst ein Spiel für die 2. Mannschaft in der Regionalliga Nord, bevor er Mitte August 2021 zu Eintracht Braunschweig in die 3. Liga wechselte und dort einen Vertrag mit einer Laufzeit bis Sommer 2023 unterschrieb. In seiner ersten Saison war er mit zwölf Toren einer der erfolgreichsten Torschützen der Liga und stieg mit der Eintracht zum Saisonende in die 2. Bundesliga auf.
Nach Vertragsende wechselte Lauberbach nach Belgien zum KV Mechelen und unterschrieb einen Vertrag für drei Saisons. In seiner ersten Saison dort bestritt er 33 von 40 möglichen Ligaspielen, in denen er fünf Tore schoss, ein Pokalspiel sowie das verlorene Spiel um den belgischen Supercup. In der nächsten Saison waren es 35 von 40 möglichen Ligaspielen mit acht geschossenen Toren sowie zwei Pokalspiele.

## Erfolge
- Aufstieg in die 2. Bundesliga: 2021 (Hansa Rostock), 2022 (Eintracht Braunschweig)